# La Pâtisserie Gloppe
La Pâtisserie Gloppe ist ein Gemälde von Jean Béraud aus dem Jahr 1889. Es zeigt das Innere der Pâtisserie Gloppe, die sich im Haus Nr. 6 an den Champs-Élysées befand.

## Bild
Das Bild zeigt den Innenraum der Pâtisserie an den Champs-Élysées sowie die Kundschaft und zwei Angestellte des Etablissements. Im Vordergrund links ist ein angeschnittener ovaler Tisch zu sehen, an dem sich ein kleines Mädchen und eine Frau im Stehen von verschiedenen Tellern bedienen; rechts ist eine Dreiergruppe zu sehen: Zwei Damen sitzen einander an einem kleinen runden Steintisch mit drei gusseisernen Füßen gegenüber und verzehren feines Gebäck, während eine Kellnerin hinter dem Tisch steht und Wein oder ein anderes alkoholisches Getränk in ein Stielglas einschenkt. Eine der beiden Kundinnen hat ihren Großpudel bei sich, der auf dem Fliesenboden neben ihr sitzt. Weitere Personen stehen frei im Raum bzw. an der Theke, die den mittleren Teil des Bildes einnimmt: Ein Herr im Zylinder verzehrt, den Stock unter den Arm geklemmt, Gebäck, das er auf einem Teller in der linken Hand hält und mit der rechten zum Munde führt, zwei Damen unterhalten sich, das Profil dem Betrachter zugewandt, etwas links der Bildmitte miteinander, während sie an der Theke stehen und Gebäckstücke zu sich nehmen, und eine weitere Dame, den Rücken dem Betrachter zugewandt, kauft mit einem Jungen im Matrosenanzug an dieser Theke ein. Hinter den Süßwaren auf dem Ladentisch ist eine weitere Angestellte tätig. Leicht nach vorn gebeugt, scheint sie auf einem niedrigeren Tisch, der den Blicken des Betrachters entzogen ist, etwas zu arrangieren. Diese Angestellte und ein Teil der Kundschaft wird von einem großen Spiegel an der Rückwand des Raumes wiedergegeben, in dem auch die Schaufensterscheiben mit der spiegelverkehrten Aufschrift des Geschäftsnamens und eine Art Markise zu sehen sind. Weitere, schmälere Spiegel befinden sich an den Seiten des Raums und sorgen für die Illusion eines größeren Raumes.
Das Geschäft ist in grauen und cremefarbenen Tönen mit Goldleisten gehalten; auf dem gefliesten Boden liegen keine Teppiche und auf den Tischen keine Decken. Ein goldfarbener Leuchter mit vier weißen Kerzen hängt von der Decke. Die Angestellten sind schwarz gekleidet und tragen lange weiße Schürzen. Auch die Gäste tragen eher gedeckte Farben, doch sind ihre Kleider weniger schmucklos als die der beiden Angestellten: Der Cul de Paris ist mehrfach vertreten, Rüschen und Bordüren sind zu erkennen und der Pudel trägt offenbar ein glänzendes Halsband mit Schmucksteinen. Auf dem Mantelaufschlag des weißhaarigen Kunden, des einzigen erwachsenen Mannes auf dem Bild, ist ein roter Orden zu erkennen. Dieser bildet, abgesehen von den dargestellten Speisen, den einzigen Farbfleck des Gemäldes. Die Speisen und Getränke in der Pâtisserie zeigen ebenfalls oft rote oder rötliche Töne und erinnern zum Teil an glasierte Früchte. Sie sind auf der Theke und den diversen Tellern zu sehen. Möglicherweise sind hier auch Eisspezialitäten abgebildet.

## Rezeption
Das Gemälde befindet sich heute im Musée Carnavalet in Paris; es wurde 1944 erworben und gehörte zuvor Armand Dorville. Es wurde in mehreren Büchern abgebildet, die sich mit der Esskultur und dem Wandel der Ernährungsgewohnheiten des Bürgertums im 19. Jahrhundert beschäftigen, so etwa in dem Bildband Auf den Spuren großer Entdecker. Die Abenteuer der Menschheit, der 2007 im Helmut Lingen Verlag in Köln erschien. Hier illustriert das Bild auf S. 302 einen Abschnitt über den Anstieg des Zuckerverbrauchs im 19. Jahrhundert. Auch Heinz-Gerhard Haupt verwendet das Bild in seinem Buch Konsum und Handel. Europa im 19. und 20. Jahrhundert. Das Bild zeigt eine typische Szene der Belle Époque.
Kenneth Bendiner macht in seinem Werk Food in Painting darauf aufmerksam, wie ungezwungen die Gäste mit den Waren umgehen: Man isst mit den Fingern, und nirgends ist eine Kuchengabel oder ein ähnliches Instrument zu sehen. Auch steht es den Gästen offenbar frei, eher ambulant zu speisen, wie es der ältere Herr auf der linken Seite des Bildes tut. Dennoch ist dem ganzen Ambiente nach zu urteilen die Pâtisserie Gloppe ein Treffpunkt der reichen Einwohner von Paris, insbesondere der Frauen und Kinder.
2007 wurde das Gemälde in der Ausstellung Femme, femme, femme. Paintings of Women in French Society from Daumier to Picasso from the Museums of France im New Orleans Museum of Art gezeigt. 2008/09 war das Bild in der Ausstellung Il Cioccolato. Dai Maya al XX Secolo in Alba zu sehen.

## Verwandtschaft mit anderen Bildern Bérauds

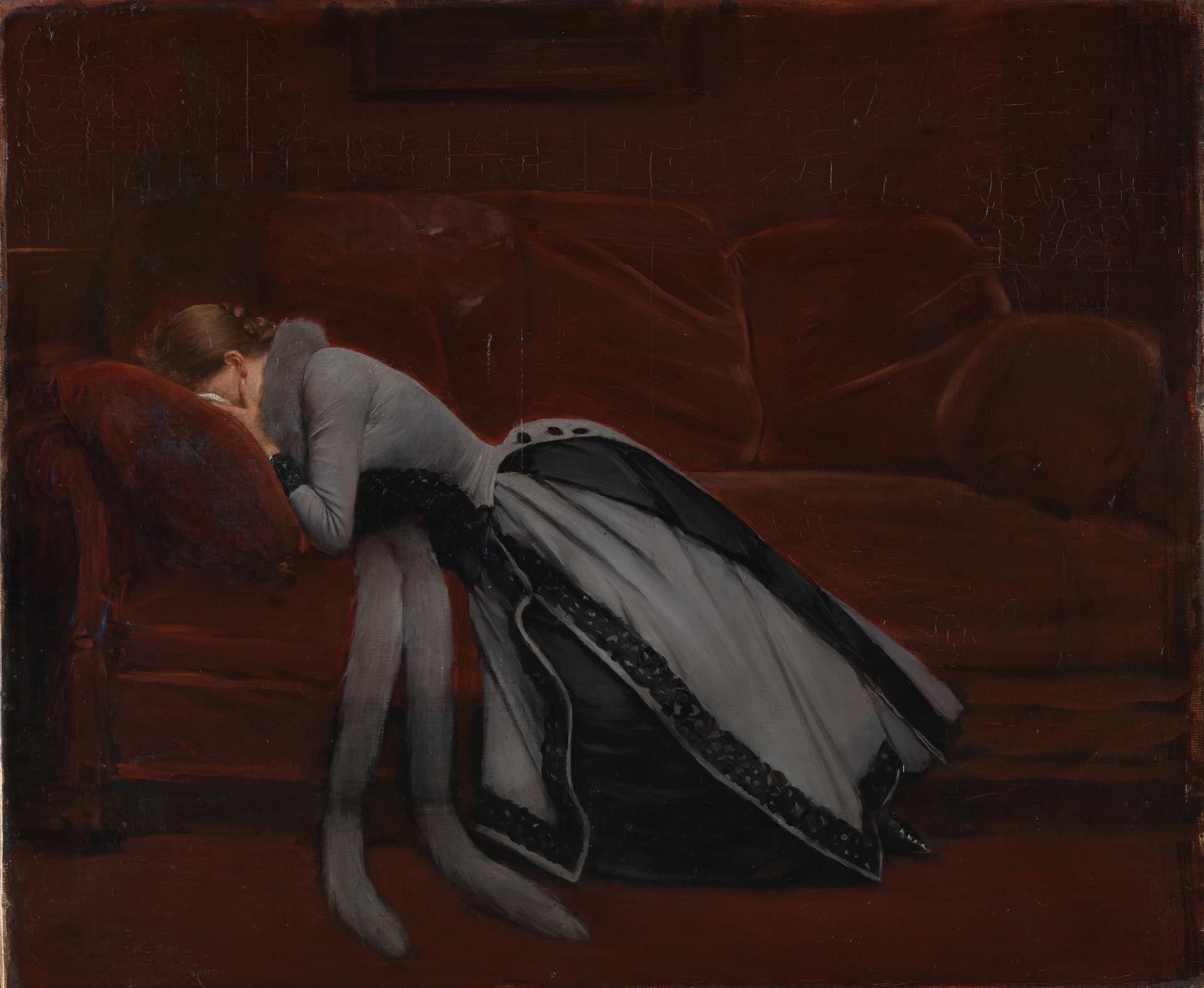
Après la Faute

Das Gemälde Après la Faute (sg.: Nach der Verfehlung) von Béraud stammt vermutlich aus der gleichen Zeit wie La Pâtisserie Gloppe. Obwohl es ein völlig anderes Motiv zeigt, taucht hier ein Mädchen auf, das offenbar die gleiche Kleidung trägt wie die Kundin in der Pâtisserie, die ihren Pudel bei sich hat. Après la Faute ist nicht datiert und nicht signiert.